# Raymond Hermantier
Raymond Hermantier (13 de enero de 1924 – 11 de febrero de 2005) fue un actor y director teatral y cinematográfico de nacionalidad francesa

## Biografía
Su verdadero nombre era Raymond Maroutian, y nació en Lyon, Francia. Raymond Hermantier aspiraba a ser actor desde los 17 años de edad. Su formación se vio interrumpida por la Segunda Guerra Mundial, durante la cual sirvió en las Fuerzas de la Francia Libre hasta la liberación de París. Condecorado por el General Charles de Gaulle, reanudó su carrera de actor inmediatamente tras el fin de la contienda. Apoyado por André Malraux y Albert Camus, obtuvo la fama en el Festival de Nimes gracias a su papel de Julio César.
Tras varios éxitos teatrales y cinematográficos, se le ofreció la dirección del nuevo Teatro Nacional de Senegal. En 1974 fue el primer teatro shakespeariano africano que hacía giras por las principales capitales europeas. Este éxito facilitó muchas giras por Europa a lo largo de los siguientes trece años.
Raymond Hermantier falleció en el año 2005 en París, Francia.

## Teatro

### Actor
- 1943 : El enfermo imaginario, de Molière, escenografía de Pierre Valde, Théâtre du Temps
- 1948 : Scheherezade, de Jules Supervielle, escenografía de Jean Vilar, Festival de Aviñón y Théâtre Édouard VII
- 1950 : À chacun selon sa faim, de Jean Mogin, escenografía de Raymond Hermantier, Théâtre du Vieux-Colombier
- 1950 : Les Princes du sang, de Jean-François Noël, escenografía de Raymond Hermantier, Théâtre des Célestins
- 1951 : Les Princes du sang, de Jean-François Noël, escenografía de Raymond Hermantier, Théâtre du Vieux-Colombier
- 1951 : Maria Stuart, de Friedrich Schiller, escenografía de Raymond Hermantier, Théâtre de l'Humour
- 1952 : Beau Sang, de Jules Roy, escenografía de Raymond Hermantier, Théâtre de l'Humour
- 1956 : Don Carlos, de Friedrich Schiller, escenografía de Raymond Hermantier, Théâtre du Vieux-Colombier
- 1957 : La Reine de Césarée, de Robert Brasillach, escenografía de Raymond Hermantier, Théâtre Verlaine
- 1964 : Julio César, de William Shakespeare, escenografía de Raymond Hermantier, Festival de Lyon, Théâtre de la Ville
- 1964 : Le Joueur, de Ugo Betti, escenografía de Raymond Hermantier, Comédie de Paris
- 1967 : Mort d'une baleine, de Jacques Jacquine, escenografía de Pierre Valde, Comédie de Paris
- 1991 : Ricardo II, de William Shakespeare, escenografía de Yves Gasc, Théâtre des Célestins y Théâtre de l'Atelier

### Director
- 1947 : À chacun selon sa faim, de Jean Mogin, Théâtre du Vieux-Colombier
- 1948 : Si je vis, de Robert E. Sherwood, Théâtre Saint-Georges
- 1950 : À chacun selon sa faim, de Jean Mogin, Théâtre du Vieux-Colombier
- 1950 : Julio César, de William Shakespeare, Arena de Nimes
- 1950 : Andrómaca, de Jean Racine, Arena de Nimes
- 1950 : Las moscas, de Jean-Paul Sartre, Théâtre du Vieux-Colombier
- 1950 : Les Princes du sang, de Jean-François Noël, Théâtre des Célestins
- 1951 : Les Princes du sang, de Jean-François Noël, Théâtre du Vieux-Colombier
- 1952 : George Dandin, de Molière, Casablanca
- 1952 : Maria Stuart, de Friedrich Schiller, Théâtre de l'Humour
- 1952 : Le Valet des songes, de Edouard Kinos, Théâtre de l'Humour
- 1952 : Beau Sang, de Jules Roy, Théâtre de l'Humour
- 1952 : Le Rempart de coton, de Jean Mogin, Théâtre de l'Humour
- 1952 : La zapatera prodigiosa, de Federico García Lorca, Théâtre de l'Humour
- 1953 : Canduela, de Maurice Clavel, Théâtre de l'Humour
- 1953 : El jugador, de Fiódor Dostoievski, Théâtre de l'Atelier
- 1953 : Egmont, de Goethe, Théâtre Marigny
- 1954 : Lisístrata, de Maurice Donnay a partir de Aristófanes
- 1955 : Coriolano, de William Shakespeare, Festival de Nimes
- 1955 : La Fille à la fontaine, de Jean Mogin, Festival de Nimes
- 1955 : La Tragédie des Albigeois, de Maurice Clavel y Jacques Panijel, Festival de Nimes
- 1956 : Fausto, de Goethe, Festival de Nimes
- 1956 : Don Carlos, de Friedrich Schiller, Théâtre du Vieux-Colombier
- 1956 : Maria Stuart, de Friedrich Schiller, Théâtre Hébertot
- 1956 : Le Cavalier d'or, de Yves Florenne
- 1957 : Julio César, de William Shakespeare, Teatro Nacional Popular y Teatro Nacional de Chaillot
- 1957 : La Reine de Césarée, de Robert Brasillach, Théâtre Verlaine
- 1958 : Cinq Hommes et un pain, de Hermann Rossmann, Théâtre Hébertot
- 1958 : Prométhée, de Roger Garaudy, Théâtre de l'Apollo
- 1961 : Alexandre le Petit, de Jean Brainville, Théâtre du Vieux-Colombier
- 1961 : La zapatera prodigiosa, de Federico García Lorca, Argel
- 1963 : Maria Stuart, de Friedrich Schiller, Comédie Française
- 1964 : Julio César, de William Shakespeare, Festival de Lyon, Théâtre de la Ville
- 1964 : Le Joueur, de Ugo Betti, adaptación de Maurice Clavel, Comédie de Paris
- 1966 : Lady Jane, de Jean Mogin, Nouveau Théâtre Libre
- 1967 : La Tribu, de Jean-Hubert Sybnay, Nouveau Théâtre Libre
- 1968 : L'Exil d'Albouri, de Cheik Aliou N'dao, Dakar, Teatro del Odéon
- 1969 : Macbeth, de William Shakespeare, Teatro del Odéon
- 1976 : El enfermo imaginario, de Molière, Dakar, Teatro del Odéon
- 1979 : La Tragédie du roi Christophe, de Aimé Césaire, Centro Pompidou
- 1982 : Tête d'or, de Paul Claudel, Dakar

## Filmografía
- 1946 : Les Démons de l'aube, de Yves Allégret
- 1950 : Prélude à la gloire, de Georges Lacombe
- 1951 : Sous le ciel de Paris, de Julien Duvivier
- 1954 : Le Grand Pavois, de Jacques Pinoteau
- 1980 : L'Embrumé, de Josée Dayan
- 1981 : Coup de torchon, de Bertrand Tavernier